# NGC 777
NGC 777 este o galaxie eliptică în constelația Triangulum. A fost descoperită de William Herschel pe 12 septembrie 1784. De asemenea, a fost observată încă o dată de către John Herschel.

## Linkuri externe
- NGC 654 pe WikiSky
- NGC 654 pe spider.seds.org
- Materiale media legate de NGC 777 la Wikimedia Commons